# Laurent Pic
Pour les articles homonymes, voir Pic.
Laurent Pic, né le 2 août 1964 à Paris, est un diplomate français, actuellement ambassadeur de France et représentant permanent de la France au conseil de l'Organisation de l'aviation civile internationale (OACI) à Montréal.

## Biographie
Laurent Pic est né à Paris et diplômé de Sciences Po et de l'INALCO. En tant que diplomate, il occupe des postes dans les missions permanentes de la France auprès de l'ONU et de l'UE et est un conseiller de Pierre Moscovici et Jean-Marc Ayrault, dont il devient directeur de cabinet en 2016. 
Chargé de la politique étrangère de la Russie, de la Communauté des États indépendants (CEI) et du Caucase à la direction de l'Europe continentale au ministère des Affaires étrangères, il est nommé Premier secrétaire d'ambassade au Bahreïn en 1995, puis Chargé des relations entre l'Union européenne et les pays Afrique, Caraïbes, Pacifique (ACP) et de la politique de développement de l'Union européenne à la direction de la coopération européenne au ministère des Affaires étrangères entre 1997 et 2001.
Ambassadeur aux Pays-Bas de 2014 à 2016 et au Japon de 2017 à 2020, il est nommé ambassadeur, représentant permanent de la France auprès de l'Organisation de l’aviation civile internationale à Montréal, à compter du 1er septembre 2020.

## Distinctions

### Décorations françaises
- Chevalier de l'ordre national de la Légion d'honneur
- Chevalier de l'ordre national du Mérite[3].
- Médaille de l'Aéronautique (2025)[4]

### Décorations étrangères
- Grand-cordon de l'Ordre du Soleil levant (2020)[5]
- Officier de l'ordre du Mérite de la République italienne‎ (2012)[6]